# Table des caractères Unicode (4F000-4FFFF)
Cette page contient des caractères spéciaux ou non latins. S’ils s’affichent mal (▯, ?, etc.), consultez la page d’aide Unicode.
Cette page décrit la liste des caractères Unicode codés de U+4F000 à U+4FFFF en hexadécimal (323 584 à 327 679 en décimal).

## Sous-ensembles
Cette portion n'est pas encore attribuée.
La liste suivante montre les sous-ensembles spécifiques de cette portion d’Unicode.
| Bloc Unicode            | Points de code | Points de code | Décimal | Décimal |
| Bloc Unicode            | Début          | Fin            | Début   | Fin     |
| ----------------------- | -------------- | -------------- | ------- | ------- |
| —                       | U+40000        | U+4FFFD        | 262 144 | 327 677 |
| Spécial (fin de plan 4) | U+4FFFE        | U+4FFFF        | 327 678 | 327 679 |

## Liste

### Spécial(fin de plan 4)
| v · d · m | 0 | 1 | 2 | 3 | 4 | 5 | 6 | 7 | 8 | 9 | A | B | C | D | E | F |
| --------- | - | - | - | - | - | - | - | - | - | - | - | - | - | - | - | - |
| U+4FFF0   |   |   |   |   |   |   |   |   |   |   |   |   |   |   |   |   |